# Ż
Der Buchstabe Ż (kleingeschrieben ż) ist ein Buchstabe des lateinischen Schriftsystems, bestehend aus einem Z mit Überpunkt. Verwendet wird er im Polnischen für den Laut [ʐ], im Kaschubischen für den Laut [ʒ] und im Wilmesaurischen sowie in der maltesischen Sprache für den Laut [z].
In wissenschaftlichen Umschriften aus der persischen Schrift steht das ż für ein Zād (ض).

## Darstellung auf dem Computer
Der Zeichensatz ISO 8859-2 enthält das Ż an den Codepunkten 0xAF (Großbuchstabe) und 0xBF (Kleinbuchstabe). In Unicode ist das Zeichen an den Stellen U+017B (Großbuchstabe) und U+017C (Kleinbuchstabe) enthalten.
In TeX kann das Zeichen mit \.Z bzw. \.z gebildet werden.
In HTML gibt es die benannten Zeichen &Zdot; für das große Ż und &zdot; für das kleine ż.

## Graphotaktik
Der Buchstabe ż kommt im Polnischen im Gegensatz zu fast allen anderen Akzentbuchstaben auch vor Vokalbuchstaben vor, vor i jedoch nur in Fremdwörtern.